# Stazione di Montesanto
A Stazione di Montesanto vasútállomás Olaszországban, Voghiera településen található.

## Vasútvonalak
Az állomást az alábbi vasútvonalak érintik:
- Ferrara–Rimini-vasútvonal

## Kapcsolódó állomások
A vasútállomáshoz az alábbi állomások vannak a legközelebb:
- Stazione di Portomaggiore (Stazione di Rimini, Ferrara–Rimini-vasútvonal)
- Stazione di Gaibanella (Stazione di Ferrara, Ferrara–Rimini-vasútvonal)